# Vaillant (Haute-Marne)
Vaillant település Franciaországban, Haute-Marne megyében. Lakosainak száma 46 fő (2022. január 1.). Vaillant Auberive, Aujeurres, Chalancey, Vals-des-Tilles, Le Val-d’Esnoms, Mouilleron, Praslay és Vesvres-sous-Chalancey községekkel határos.

## Népesség
A település népessége az elmúlt években az alábbi módon változott:
| Lakosok száma | 92   | 69   | 60   | 58   | 66   | 46   | 42   | 43   | 44   | 46   |
|               | 1968 | 1982 | 1990 | 2006 | 2013 | 2015 | 2017 | 2019 | 2020 | 2022 |